# マティアス・サンチェス
マティアス・アリエル・サンチェス（Matías Ariel Sánchez, 1987年8月18日 - ）は、アルゼンチン・ブエノスアイレス州テンペルレイ出身の元サッカー選手。現役時代のポジションはミッドフィールダー。

## 経歴
ラシン・クルブの下部組織出身で、2006年3月5日のボカ・ジュニアーズ戦でデビューした。2006アペルトゥーラでは15試合に出場した。
2017-18シーズンより、Aリーグのメルボルン・ヴィクトリーFCと1年契約を交わした。
2007年、U-20アルゼンチン代表に選出され、パラグアイで開催された南米ユース選手権に出場した。その後、カナダで開催されたFIFA U-20ワールドカップに出場して優勝した。

## タイトル

### クラブ
エストゥディアンテス
- コパ・リベルタドーレス : 2009
- プリメーラ・ディビシオン : 2010アペルトゥーラ

メルボルン・ビクトリー
- Aリーグ・メン : 2017-18

### 代表
アルゼンチン U-20
- FIFA U-20ワールドカップ : 2007